# Cyclopina brevifurca
Cyclopina brevifurca is een eenoogkreeftjessoort uit de familie van de Cyclopinidae. De wetenschappelijke naam van de soort is voor het eerst geldig gepubliceerd in 1913 door Sars G.O..